# Computer Bismarck
Computer Bismarck is een computerspel dat werd ontwikkeld en uitgegeven door Strategic Simulations in 1980. Het spel was een strategiespel waarbij het speelveld met bovenaanzicht wordt getoond. 

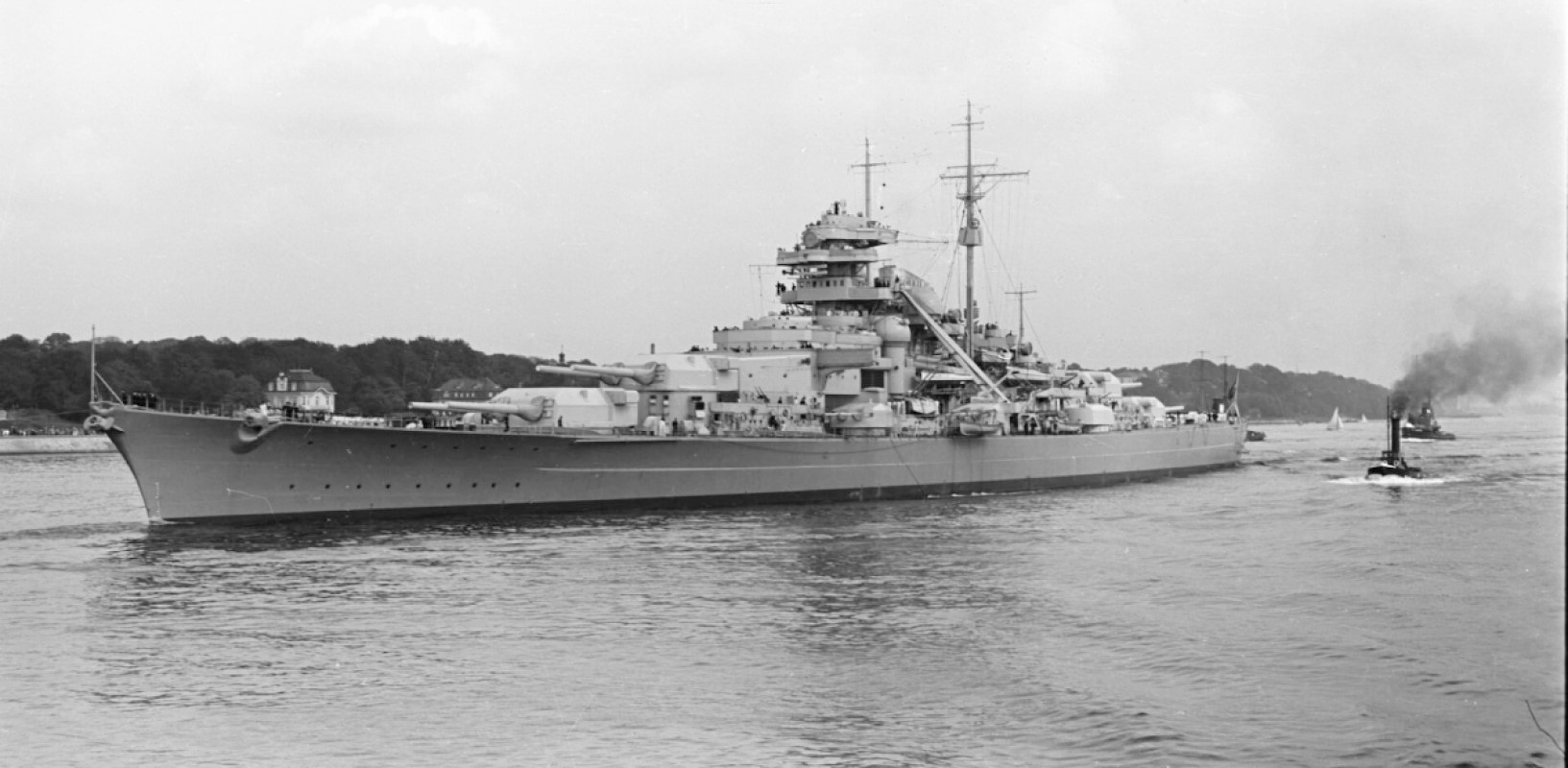
Foto van het echte slagschip Bismarck

Het spel is gebaseerd op het laatste gevecht van het slagschip Bismarck in 1941 waarbij de British Armed Forces het Duitse schip tot zinken brachten. Het was SSI's eerste spel. Het spel was beurtgebaseerd en had tweedimensionale graphics. Het spel was ontwikkeld in BASIC en kwam uit voor de TRS-80. Twee maanden later werd een versie voor de Apple II gelanceerd. Het spel was commercieel gezien een succes. Het spel kon met een of twee spelers gespeeld worden. In 2013 werd de broncode van het spel in het kader van International Center for the History of Electronic Games vrijgegeven. 